# アーサー・アルビストン
アーサー・アルビストン（Arthur Albiston、1957年7月14日 - ）は、スコットランド、エディンバラ出身の元同国代表サッカー選手。ポジションはDF。
マンチェスター・ユナイテッドのユースチームで育ったアルビストンは、キャリアの大部分を同クラブで過ごし、FAカップなどを手にした。1988年にウェスト・ブロムウィッチ・アルビオンへ移籍すると、その後も所属クラブを転々とし、1994年にドロイルスデンFCで引退した。1996-1997シーズンには自身が最後に在籍したドロイルスデンFCの監督として指揮を執った他、2000-2004の間はマンチェスター・ユナイテッドのジュニアコーチをしていた。
スコットランド代表として14キャップを記録し、1986 FIFAワールドカップに参加した。

## 所属クラブ
- 1974-1988  マンチェスター・ユナイテッドFC
- 1988-1989  ウェスト・ブロムウィッチ・アルビオンFC
- 1989-1990  ダンディーFC
- 1990-1991  チェスターフィールドFC
- 1991-1993  チェスター・シティFC
- 1992-1993  モルデFK
- 1993-1994  エアー・ユナイテッドFC
- 1994  シッティングボーンFC
- 1994  ウィットン・アルビオンFC
- 1994  ドロイルスデンFC